# Jerzy Rizkallah z Bseb’el
Jerzy Rizkallah z Bseb’el (ur. prawdopodobnie w 1595 w Bseb'el, zm. 12 kwietnia 1670) – duchowny katolicki kościoła maronickiego, w latach 1656–1670 56. patriarcha tego kościoła - "maronicki patriarcha Antiochii i całego Wschodu".